# KS Cracovia
El Miejski Klub Sportowy Cracovia es un club polideportivo de la ciudad de Cracovia en Polonia. El club fue fundado el 13 de junio de 1906 y es uno de los equipos deportivos más antiguos del país, que destaca especialmente por su sección de fútbol. El club milita en la Ekstraklasa, la cual ha ganado en 5 ocasiones, y disputa el derbi de Cracovia ante sus vecinos del Wisla Cracovia.
El Cracovia es el club de fútbol polaco más antiguo de los que actualmente compiten en el sistema polaco de fútbol. El equipo actualmente juega sus partidos en el Estadio Józef Piłsudski situado junto al parque Blonia, ubicado en el distrito de Zwierzyniec de Cracovia. Los colores tradicionales del club son las rayas rojas y blancas, que se reflejan en su uniforme y en su escudo.

## Estructura organizativa
La organización del KS Cracovia se compone de varias entidades, cada una con su propio enfoque y estructura administrativa:
- El Klub Sportowy Cracovia (fundado el 13 de junio de 1906) es responsable de gestionar 12 secciones de deportes individuales y no profesionales, como el atletismo, el baloncesto y el voleibol. Este club sigue promoviendo el deporte a nivel local y amateur en Cracovia. El presidente actual es Józef Lassota.[3]

- El Miejski Klub Sportowy Cracovia Sportowa Spółka Akcyjna (fundado en 1998 como una colaboración entre la ciudad de Cracovia y el KS Cracovia) se encarga de la administración de los equipos profesionales de fútbol y hockey. Esta entidad, bajo la dirección del presidente Janusz Filipiak, gestiona los recursos financieros y deportivos del club, siendo una de las estructuras clave para la participación en las competiciones de élite de Polonia.[4]

- La fundación 100 lat KS Cracovia (100 años del KS Cracovia) fue creada para promover el deporte entre niños y jóvenes, asegurando una cantera de jugadores que puedan integrarse en los equipos del club. Esta fundación organiza actividades formativas, eventos deportivos y programas educativos que buscan inculcar valores de equipo y desarrollo personal a través del deporte.[5]

## Historia

### Los inicios

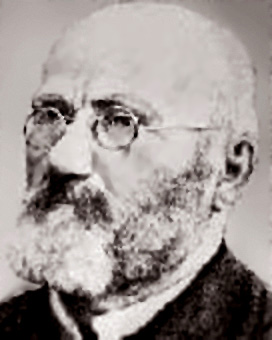
Henryk Jordan

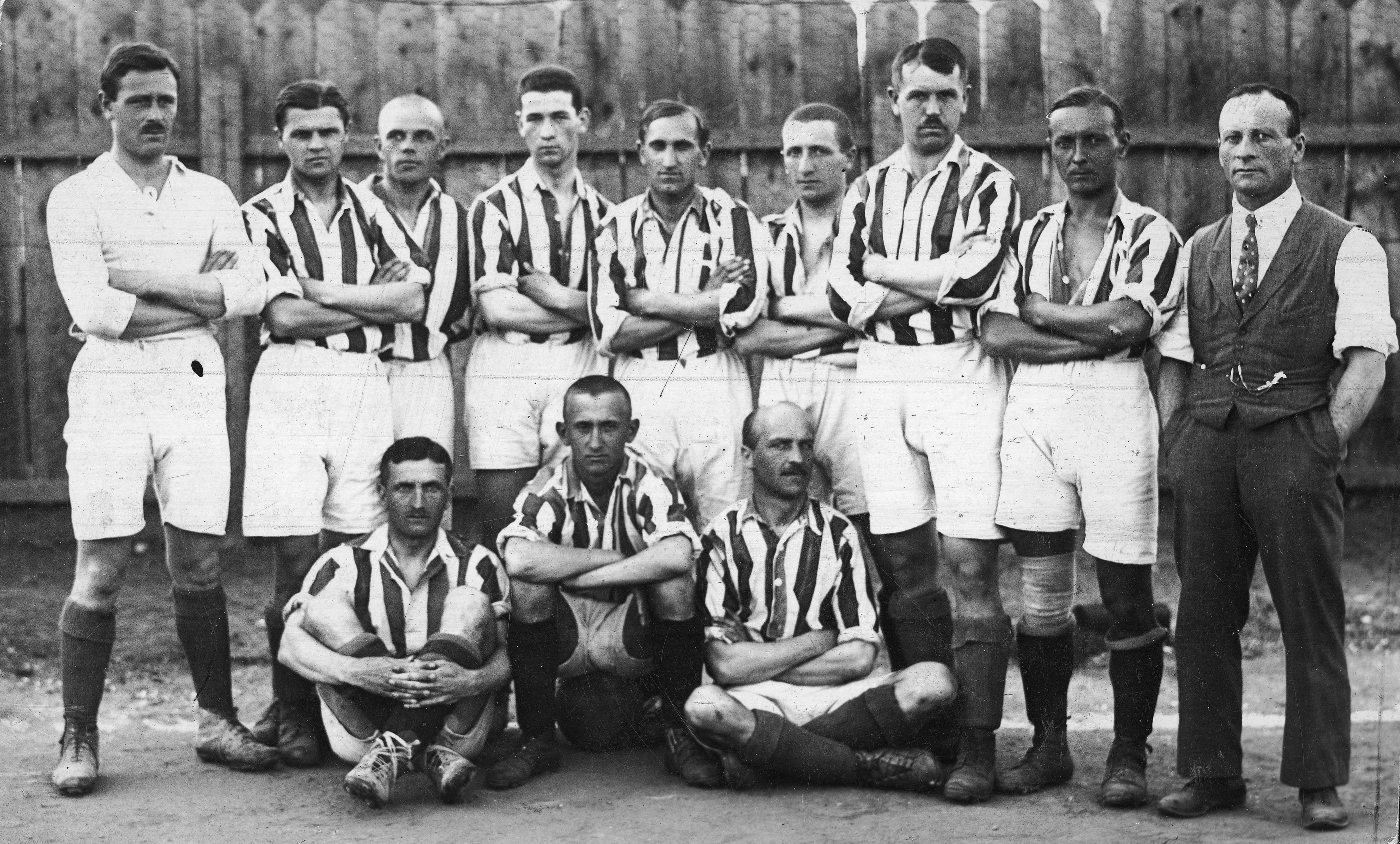
Cracovia en 1921

La historia del club comenzó a finales del siglo XIX, cuando el equipo de fútbol era la única sección deportiva. En 1899, el profesor Henryk Jordan, un notable médico y filántropo polaco, regresó de Inglaterra a Cracovia con la idea de introducir el fútbol a la juventud polaca. Jordan, pionero en la promoción de actividades físicas y deportes en Polonia, estableció el primer "parque de salud" en Cracovia, un concepto inspirado en los parques ingleses. Estos parques, hoy en día conocidos en Polonia como jardines de Jordan (en honor a su creador), se convirtieron en un lugar de aprendizaje para el deporte.
El 4 de junio de 1906, equipos de varias escuelas secundarias se enfrentaron en dos partidos amistosos. En el primero, el Czarni Lwów (el club de fútbol más antiguo en Polonia) venció al equipo "Biało-Czerwoni" (Los Blanquirojos), mientras que en el segundo, el 4º Colegio de Lviv derrotó al equipo "Akademicy" (Los Académicos), un equipo conformado por miembros del público. Nueve días después, este último equipo celebró una reunión formal y su primer entrenamiento, adoptando el nombre de Akademicki Klub Footballowy Cracovia.
En la primavera de 1907, el AKF Cracovia y los "Biało-Czerwoni" se unieron bajo el nombre de Cracovia, adoptando los colores rojo y blanco del equipo "Biało-Czerwoni". En 1908, el Cracovia jugó su primer partido internacional, enfrentándose al Troppauer Spotverein de Opava, con un resultado de derrota por 4-2.
En 1911, tras disputar un partido contra un equipo de renombre del Imperio austrohúngaro, el Cracovia obtuvo el prestigioso título de equipo de primera categoría, un logro significativo en aquella época. En 1913, el club conquistó su primer campeonato regional en Galitzia, consolidando su posición como uno de los clubes pioneros y más importantes en el desarrollo del fútbol en Polonia.

### Período de entreguerras
El periodo entre la Primera y la Segunda Guerra Mundial fue una época dorada en la historia del club. En 1920, el Cracovia ganó el campeonato regional de Cracovia y, en 1921, obtuvo el primer campeonato oficial de Polonia, organizado por la Asociación Polaca de Fútbol (PZPN). Antes de 1939, Cracovia conquistó otros tres campeonatos nacionales: en 1930, 1932 y 1937, aunque en 1935 abandonó temporalmente la liga. El 18 de diciembre de 1921, la selección polaca disputó su primer partido internacional frente a Hungría, y siete de los jugadores eran miembros del Cracovia.
En 1920, debido a la situación de inestabilidad en Polonia, con fronteras aún indefinidas y en conflicto con países vecinos, la PZPN no pudo organizar un campeonato nacional. En ese contexto, la sección de Cracovia de la Asociación Polaca de Fútbol organizó un torneo local, el cual fue ganado por el Cracovia, superando a su rival local, el Wisła Cracovia. En la temporada de 1921, con la situación más estabilizada, Cracovia se coronó como el primer Campeón de Polonia en la historia del país.
Durante los años siguientes, el equipo viajó con frecuencia por Europa, disputando partidos en Escandinavia, Francia y España. Uno de los viajes más recordados fue el de 1923 a España, en el que Cracovia mostró un gran nivel, empatando 1-1 con el FC Barcelona, ganando 3-2 contra el Sevilla FC y enfrentándose a renombrados clubes como el Real Madrid y el Valencia, aunque en estos últimos sufrió derrotas.
En 1928, Cracovia se unió a la Liga Polaca de Fútbol, que había sido establecida un año antes como la máxima categoría en el sistema de ligas. Dos años después, en 1930, Cracovia se coronó por segunda vez como campeón de Polonia, título que repetiría en 1932. Al finalizar esa temporada, Cracovia superó a equipos importantes como el Pogoń Lwów, Warta Poznań, Wisła Cracovia y ŁKS Łódź. En 1934, el club logró el subcampeonato, pero en 1935 fue desafiliado temporalmente de la Ekstraklasa debido a conflictos internos y problemas administrativos.
Sin embargo, la ausencia de Cracovia en la liga fue breve. Después de vencer a Śmigły Wilno, AKS Chorzów y Brygada Częstochowa, el equipo regresó a la Ekstraklasa en 1937 y, en su primera temporada tras el ascenso, ganó nuevamente la liga, logrando su cuarto campeonato nacional.

### Segunda Guerra Mundial
Durante la Segunda Guerra Mundial, la ocupación alemana nazi en Polonia prohibió oficialmente a los polacos la práctica de actividades deportivas, considerándolas una distracción del esfuerzo bélico. Sin embargo, el Cracovia, al igual que otros clubes en la ciudad, participó en campeonatos clandestinos organizados entre 1940 y 1944. Estos campeonatos, que se llevaban a cabo en secreto para evitar represalias, permitieron a los "Pasy" y otros equipos continuar practicando el fútbol. Cracovia logró ganar el campeonato clandestino de la ciudad una vez, en 1943.
Durante este período, los seguidores del Cracovia demostraron un fuerte sentido de solidaridad con la comunidad judía de Cracovia, en un contexto donde los nazis perseguían y exterminaban a la población judía. Esta solidaridad histórica ha llevado a que, en la cultura futbolística moderna, algunos asocien a Cracovia con una afinidad hacia la comunidad judía, similar a la relación de Ajax Ámsterdam con sus seguidores. Este vínculo se refleja en el nombre de la barra brava asociada al equipo, conocida como la "Banda de Judas".
Uno de los personajes más destacados del Cracovia durante este período fue Józef Kałuża, una leyenda del club y entrenador de la selección nacional en la década de 1930. Kałuża se negó a aceptar el cargo de organizador de eventos de fútbol patrocinados por los nazis, una decisión que lo convirtió en un símbolo de resistencia. Lamentablemente, no sobrevivió a la guerra, falleciendo en 1944. 
El 28 de enero de 1945, poco después de la liberación de Cracovia por el ejército soviético, se disputó el primer partido oficial entre los eternos rivales de la ciudad, el Wisła y el Cracovia. En un ambiente emotivo, con numerosos espectadores presentes, el público comenzó el encuentro cantando el himno nacional de Polonia. Aunque el Cracovia no ganó, el partido representó un hito de esperanza y regreso a la normalidad para los habitantes de Cracovia tras los años de guerra. El resultado final fue una victoria del Wisła por 2-0.

### Postguerra
En los años 1946 y 1947, el Cracovia disputó numerosos partidos amistosos internacionales y participó en la fase de clasificación para el Campeonato de Polonia. A pesar de sus esfuerzos, el equipo terminó segundo en su grupo, lo que no fue suficiente para avanzar a los playoffs centrales.
En la primera temporada oficial de la Liga Polaca de la posguerra (1948), el Cracovia y el Wisła Cracovia dominaron la competición. Al final de la temporada, ambos equipos estaban empatados en el primer lugar, lo que requirió un partido de desempate. En este decisivo encuentro, disputado en diciembre de 1948, el Cracovia se impuso con un marcador de 3-1, logrando así su quinto y, hasta la fecha, último campeonato de liga.
Sin embargo, en los años siguientes, debido a la reorganización de los clubes deportivos en Polonia para alinearlos con el modelo soviético, el Cracovia perdió temporalmente su identidad original. Primero, el club pasó a llamarse Związkowy Klub Sportowy Ogniwo Cracovia, y posteriormente simplemente Związkowy Klub Sportowy Ogniwo. Incluso sus tradicionales colores rojo y blanco fueron reemplazados. Más adelante, el club fue renombrado nuevamente a Terenowe Koło Sportowe Sparta, hasta que en 1955 pudo recuperar su nombre y colores originales como Cracovia.
Los años posteriores estuvieron marcados por una lenta declinación. Después de obtener un subcampeonato en 1949, el Cracovia comenzó a perder posiciones en la liga, lo que culminó en 1954 con su descenso a la segunda división. Esta situación fue en parte atribuida a malas decisiones de gestión y la falta de recursos financieros. Durante este tiempo, el Cracovia estaba asociado a la Autoridad de Tránsito de Cracovia, lo que resultó en un apoyo económico insuficiente. Además, las autoridades comunistas favorecieron al Wisła Cracovia, que contaba con el respaldo de la Milicja Obywatelska (policía estatal), dándole una ventaja significativa en términos de apoyo y recursos.
Entre 1947 y 1954, el Cracovia tuvo una destacada representación en la selección nacional con diez jugadores convocados. Entre ellos estaban figuras como Władysław Gędłek, Tadeusz Parpan, Henryk Bobula, Tadeusz Glimas, Edward Jabłoński y Czesław Rataj, quienes contribuyeron al legado del club en el fútbol polaco.

### Era comunista
La era comunista fue un período de altibajos para el Cracovia, caracterizado principalmente por fluctuaciones entre divisiones. La mayoría de los años, el equipo jugó en la Segunda División, logrando ascender en varias ocasiones solo para descender nuevamente después de una o dos temporadas. Estos ascensos se produjeron en 1961, 1966 y 1969. A pesar de estos altibajos, el equipo juvenil destacó al ganar el Campeonato de Polonia en 1959. Algunos jugadores del Cracovia, como Andrzej Rewilak y Krzysztof Hausner, fueron convocados para representar a Polonia, aunque el equipo principal había dejado atrás sus años de gloria.
El Cracovia también jugó varios amistosos internacionales memorables. En 1963, se enfrentó al Dinamo Minsk, ganando 3-2, y en 1966 empató 1-1 con el Partizan de Belgrado. Ese mismo año, ocurrió un trágico incidente cuando las tribunas de madera del estadio se incendiaron, lo que obligó al equipo a jugar sus partidos de local en los estadios de Wawel Cracovia o Wisła Cracovia hasta que se completaron las reparaciones.
A finales de la década de 1960, el club experimentó uno de sus períodos más oscuros. En 1969, el Cracovia ascendió nuevamente a la Primera División, pero descendió después de solo una temporada, lo que inició una serie de descensos consecutivos. A finales de la década de 1970, el equipo cayó hasta la Cuarta División, una posición inédita en la historia del club. Sin embargo, se recuperó rápidamente y volvió a la Tercera División, aunque este nivel seguía siendo insatisfactorio para un equipo que había sido cinco veces campeón de Polonia.
En 1975, más de 20,000 aficionados acudieron al estadio para ver al Cracovia en un intento fallido de ascender frente a Lublinianka Lublin. En 1976, el equipo terminó en segundo lugar detrás de Hutnik Cracovia, y en 1977, un empate contra Resovia Rzeszów le negó la promoción. Finalmente, en 1978, el Cracovia logró el primer lugar en su grupo, asegurando su regreso a la Segunda División.
El 30 de mayo de 1982, el Cracovia volvió a ascender a la Primera División, después de 13 años en categorías inferiores. La alegría, sin embargo, fue breve: dos años después, el equipo descendió nuevamente, primero a la Segunda División y luego a la Tercera. Durante esta breve estancia en la Primera División, el Cracovia logró algunas victorias destacadas, como el 3-1 contra el Legia de Varsovia y el 1-0 sobre el campeón Lech Poznań, aunque estos logros no fueron suficientes para garantizar su permanencia en la máxima categoría.
La segunda mitad de la década de 1980 fue un período de declive constante. El Cracovia se encontraba en la Tercera División, incapaz de mejorar su clasificación debido a la falta de patrocinadores, lo que llevó a la pérdida de sus mejores jugadores, que se marchaban a equipos con más recursos. Las celebraciones del 80 aniversario del club en 1986 se llevaron a cabo en un ambiente sombrío, reflejando la crisis de identidad y los desafíos financieros del club en esa época.

### Tiempos de cambio
Entre 1986 y 1990, el Cracovia vivió un período de estancamiento en la 3.ª División, Grupo VIII, sin lograr ascender. Aunque el equipo permanecía en la parte superior de la tabla, no conseguía ganar los partidos clave para lograr el ascenso. Durante este tiempo, el equipo júnior destacó, ganando el campeonato nacional en 1990 y 1991, lo que llenó de esperanza a los aficionados con la aparición de una generación de jugadores jóvenes y talentosos, como Tomasz Rząsa y Lukasz Kubik. Esta generación prometía un futuro más exitoso para el club.
En junio de 1991, el equipo principal logró finalmente el ascenso tras vencer al Radomiak Radom en los playoffs. Sin embargo, la alegría fue breve, ya que Cracovia descendió nuevamente a la 3.ª División después de una sola temporada en la categoría superior. A pesar de este revés, el club continuó luchando y en el verano de 1995 volvió a obtener el ascenso. En esta ocasión, Cracovia se enfrentó por primera vez en años a su principal rival, el Wisla Cracovia, logrando una victoria memorable de 1-0 en un partido como visitante en septiembre de 1995, gracias a un gol de Krzysztof Duda.
Este ascenso permitió a Cracovia mantenerse en la 2.ª División durante tres temporadas consecutivas, lo que supuso un período de relativa estabilidad para el club. Sin embargo, en junio de 1998, el equipo descendió nuevamente a la 3.ª Liga. La falta de recursos económicos y de apoyo institucional fueron factores determinantes para que el club no pudiera consolidarse en una categoría superior, a pesar del prometedor talento juvenil que había emergido en los años previos.
A finales de los años 90, el Cracovia comenzó a trabajar en la reestructuración de sus categorías inferiores, invirtiendo en el desarrollo de jóvenes jugadores como una estrategia a largo plazo para asegurar el éxito del equipo en el futuro. Estos esfuerzos sentaron las bases para el resurgimiento del club en las décadas siguientes, aunque el camino hacia la estabilidad en la élite del fútbol polaco aún estaba lejos de alcanzarse.

### Regreso a la primera liga y actualidad
Tras lograr el ascenso, Cracovia solo permaneció un año en la Segunda División. En la temporada 2003-04, con jugadores destacados como Kazimierz Wegrzyn, Piotr Giza y Marcin Bojarski, el equipo terminó en la tercera posición y, tras vencer al Górnik Polkowice en los playoffs, ascendió nuevamente a la Primera División, ahora conocida como Ekstraklasa.
En su regreso, Cracovia tuvo una notable temporada 2004-05, finalizando en quinto lugar y quedando cerca de un puesto en la Copa de la UEFA. En la temporada 2005-06, mantuvo una posición de estabilidad con un noveno puesto, y en 2006-07, bajo la dirección de Stefan Majewski, logró su mejor posición desde la década de 1950 al terminar cuarto, solo por detrás de Zagłębie Lubin, GKS Bełchatów y Legia de Varsovia.
En la temporada 2007-08, Cracovia ocupó el séptimo lugar. Sin embargo, un escándalo de corrupción en la liga resultó en el descenso de equipos como Zagłębie Lubin y Korona Kielce, lo cual permitió a Cracovia participar en la Copa Intertoto de la UEFA 2008. Lamentablemente, el equipo fue eliminado en la primera ronda por el FC Shakhtyor Soligorsk de Bielorrusia con un marcador global de 5-1.
Al término de la temporada 2008-09, Cracovia quedó en la penúltima posición (15.º lugar), lo que normalmente significaría el descenso. Sin embargo, el club se mantuvo en la liga gracias a la decisión de no otorgar licencia al ŁKS Łódź, que terminó séptimo en la tabla, permitiendo a Cracovia ocupar su lugar en la Ekstraklasa. Este procedimiento fue criticado y considerado controvertido por los aficionados y medios debido a la supuesta vinculación del presidente de la comisión de licencias, Zbigniew Lewicki, con Cracovia.
Desde diciembre de 2009, Cracovia ha establecido una colaboración formal con el TSV 1860 Múnich, enfocada en el intercambio de conocimientos y el desarrollo juvenil.
Después de una desastrosa temporada en 2011-12, Cracovia descendió a la I Liga al finalizar en el último lugar con solo 22 puntos. No obstante, su paso por la segunda categoría fue breve, y en la temporada siguiente el equipo logró un reñido ascenso al finalizar en la segunda posición, superando al tercer clasificado por un solo punto.
En la temporada 2015-16, Cracovia tuvo una excelente campaña, terminando en la cuarta posición y asegurando la clasificación para la primera ronda de la Europa League. En la competición europea, se enfrentaron al KF Shkëndija de Macedonia del Norte, pero fueron eliminados con un marcador global de 4-1. En la Ekstraklasa 2016-17, el equipo no pudo repetir su rendimiento, quedando en la decimocuarta posición, apenas dos puntos por encima de la zona de descenso.
En la temporada 2019-20, Cracovia logró ganar su primer título de la Copa de Polonia, derrotando al Lechia Gdańsk 3-2 en la final, lo que representó un gran logro en la historia reciente del club. Ese mismo año, el club también se adjudicó la Supercopa de Polonia al vencer al Legia de Varsovia, demostrando su consolidación como uno de los equipos fuertes de la liga polaca.
En las temporadas posteriores, Cracovia mantuvo un rendimiento sólido, consolidándose en la mitad superior de la tabla de la Ekstraklasa. En la temporada 2023-24, el club se ubicó en la 13.ª posición, manteniendo la categoría y enfocándose en la reconstrucción de su plantilla para futuros torneos. El equipo continúa jugando sus partidos en el Estadio Józef Piłsudski, en Cracovia, un recinto con capacidad para 15,000 espectadores, que ha sido renovado en varias ocasiones para cumplir con los estándares modernos.

## Estadio

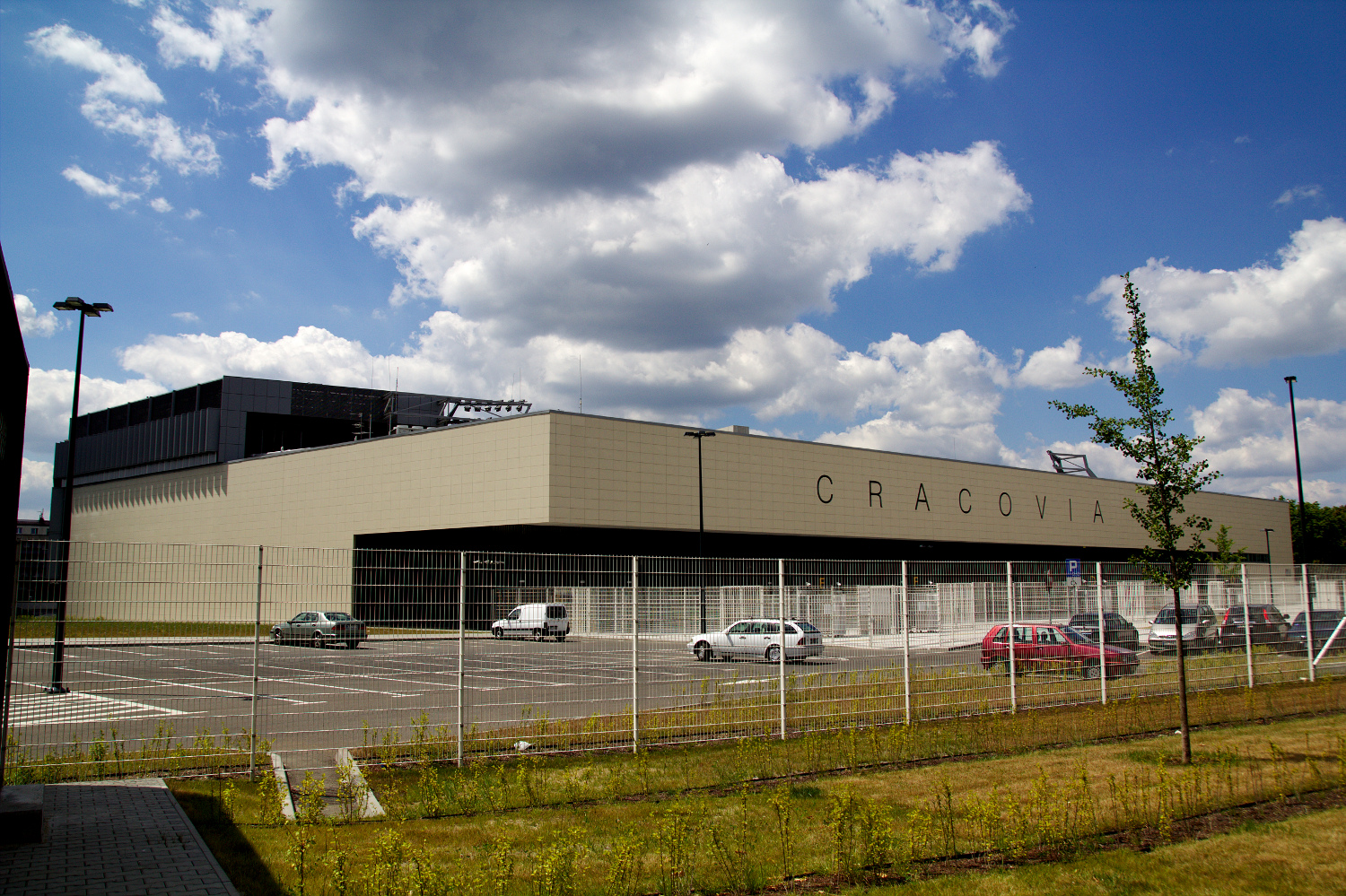
Estadio Mariscal Józef Piłsudski

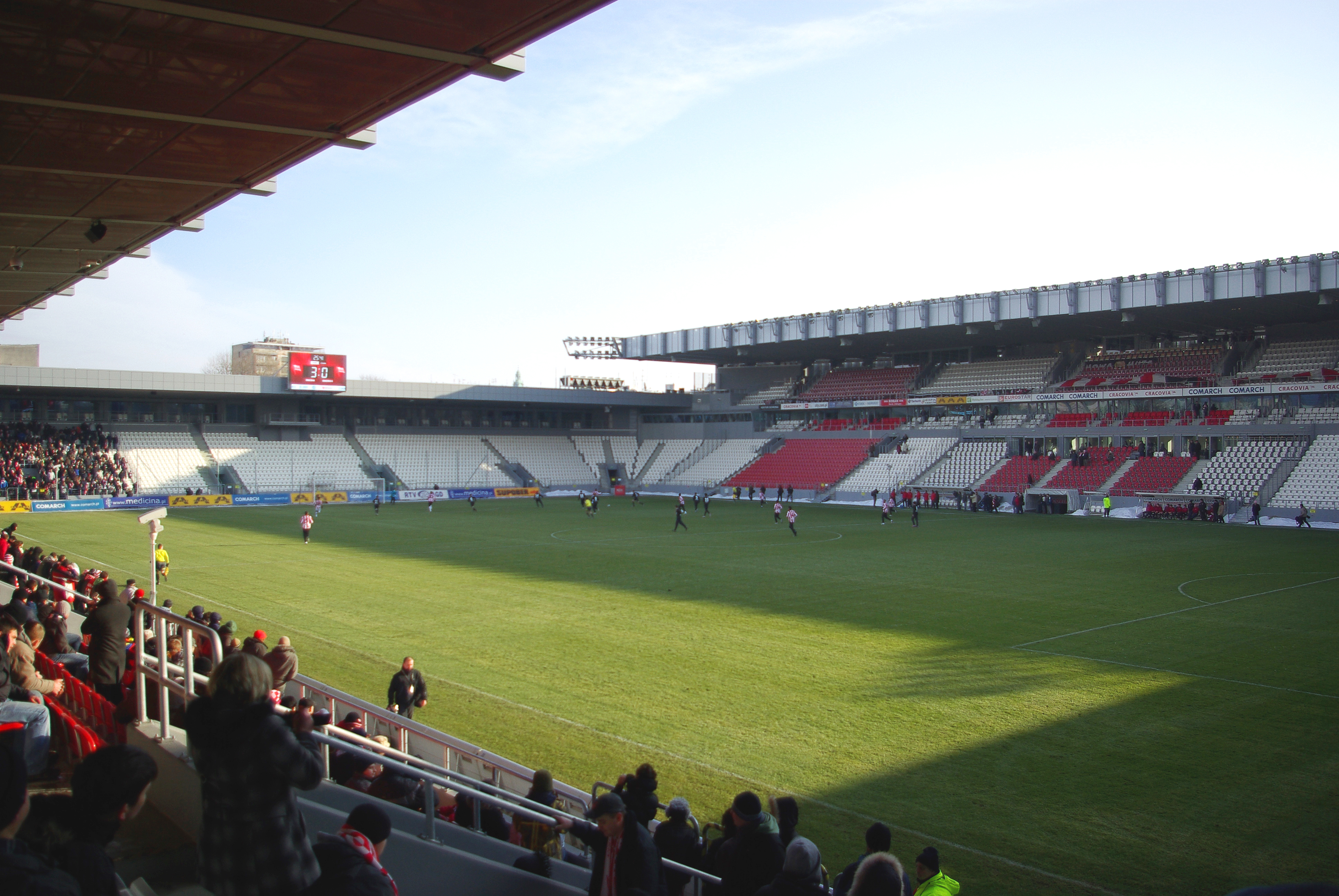
Estadio Mariscal Józef Piłsudski

El Estadio Mariscal Józef Piłsudski, hogar del MKS Cracovia, es uno de los estadios de fútbol más emblemáticos de Cracovia. En junio de 2009, el club confirmó los planes para demoler su antiguo estadio y construir una instalación moderna con una capacidad para 15,000 espectadores. El diseño del estadio estuvo a cargo del reconocido Estudio Lamela, que incorporó elementos modernos y funcionales, incluyendo un estacionamiento subterráneo, áreas comerciales, restaurantes y bares.
La construcción comenzó en 2010 y se completó en noviembre de 2011. La inauguración oficial del nuevo estadio representó un hito importante en la historia del club, proporcionando una instalación de nivel europeo que ha permitido a Cracovia albergar eventos nacionales e internacionales. Desde su apertura, el estadio ha sido sede de partidos de la Ekstraklasa y ha albergado diversos eventos deportivos y culturales en la ciudad.
El estadio cuenta con una serie de instalaciones para el entretenimiento de los aficionados, así como con zonas de hospitalidad que incluyen suites de lujo y salones para eventos. En los últimos años, el estadio ha sido actualizado con tecnología de punta, como sistemas de iluminación LED y pantallas de video de alta resolución, que mejoran la experiencia de los espectadores y permiten el uso del estadio para múltiples tipos de eventos.
El Estadio Mariscal Józef Piłsudski sigue siendo un símbolo del fútbol en Cracovia, representando no solo al club, sino también la rica historia deportiva de la ciudad.

## Rivalidades

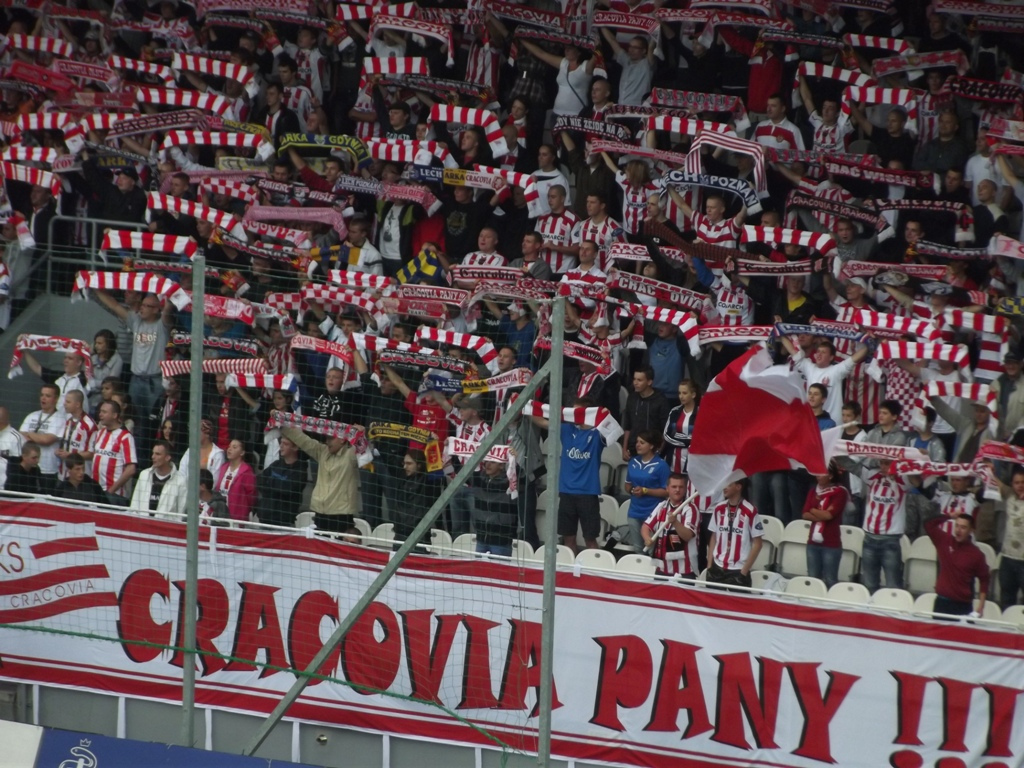
Aficionados del Cracovia.

La rivalidad entre el Wisła Kraków y el KS Cracovia es una de las más antiguas y apasionadas del fútbol polaco, conocida popularmente como la "Guerra Santa" (Święta Wojna). Este término describe la profunda enemistad entre ambos clubes, cuyo origen se remonta a 1906, cuando fueron fundados casi simultáneamente, convirtiéndose en los dos primeros equipos de fútbol de Cracovia y de Polonia. Desde entonces, sus encuentros han simbolizado no solo una competencia deportiva, sino también una rivalidad social y cultural dentro de la ciudad.
La "Guerra Santa" fue denominada así por primera vez en los años 20, cuando un exjugador del club judío Jutrzenka Kraków que se unió al Cracovia usó esta frase para describir la intensidad de los enfrentamientos entre Cracovia y Wisła. Esta frase pronto fue adoptada por los aficionados de ambos equipos y se integró en las canciones y cánticos de sus seguidores, convirtiéndose en un lema que ha trascendido generaciones.
Los partidos entre ambos equipos suelen caracterizarse por una alta asistencia y un ambiente electrizante en los estadios, con un gran despliegue de tifos, banderas y cánticos de ambos lados. Estos encuentros también han sido escenario de enfrentamientos entre los seguidores, y la rivalidad se extiende fuera de los estadios, convirtiéndose en parte de la identidad local de cada hinchada. La rivalidad representa no solo una lucha deportiva, sino también una expresión de la historia y el contexto cultural de Cracovia.
Además de la rivalidad con Wisła, el KS Cracovia también mantiene una enemistad con otros clubes polacos, aunque en menor medida, como el Legia Varsovia y el Śląsk Wrocław. Sin embargo, el enfrentamiento contra Wisła sigue siendo el partido más esperado de la temporada para los aficionados de Cracovia y un evento emblemático en el calendario del fútbol polaco.

## Jugadores

### Plantilla 2024/25
Actualizado el 2 de agosto de 2024.

### Jugadores destacados
| - Tomasz Baliga - Piotr Bania - Arkadiusz Baran - Marcin Bojarski - Marcin Cabaj - Józef Ciszewski - Marek Citko - Władysław Gędłek - Ludwik Gintel - Piotr Giza | - Wilhelm Góra - Bartosz Kapustka - Krzysztof Hausner - Edward Jabłoński - Józef Kałuża - Mateusz Klich - Józef Korbas - Karol Kossok - Janusz Kowalik | - Aleksander Mysiak - Tadeusz Parpan - Marek Podsiadło - Stanisław Różankowski - Leon Sperling - Andrzej Turecki - Kazimierz Węgrzyn - Rafał Wrześniak - Paweł Jaroszyński | - Tomasz Rząsa - Damian Dąbrowski - Krzysztof Piątek - Alexandru Suvorov - Deniss Rakels - Miloš Kosanović - Erik Jendrišek - Vladimir Boljević - Edgar Bernhardt |

### Números retirados
- 1 –  Juan Pablo II. Número retirado el 4 de enero de 2005 durante una audiencia privada del Papa con los jugadores y cuerpo técnico del Cracovia en Ciudad del Vaticano.[52]

## Entrenadores destacados
- Michał Matyas (1959-61), (1968-69), (1972-73)
- Wojciech Stawowy (2002-06)
- Stefan Majewski (2006-08)

## Palmarés
- Campeonato de Galicia (1):

1913
- Ekstraklasa (5):

1921, 1930, 1932, 1937, 1948
- Copa de Polonia (1):

2020
- Supercopa polaca de fútbol (1):

2020

## Participación en competiciones de la UEFA
| Temporada | Torneo             | Ronda              | Club                     | Casa | Vista | Global   |
| --------- | ------------------ | ------------------ | ------------------------ | ---- | ----- | -------- |
| 1983      | Copa Intertoto     | Grupos             | Videoton                 | 1–3  | 0–6   | 3º Lugar |
| 1983      | Copa Intertoto     | Grupos             | Hvězda Cheb              | 0–2  | 0–2   | 3º Lugar |
| 1983      | Copa Intertoto     | Grupos             | Sturm Graz               | 1–1  | 2–0   | 3º Lugar |
| 2008      | Copa Intertoto     | 1                  | Shakhtyor Soligorsk      | 1–2  | 0–3   | 1–5      |
| 2016–17   | UEFA Europa League | 1.ª Clasificatoria | Shkëndija                | 1–2  | 0–2   | 1–4      |
| 2019–20   | UEFA Europa League | 1.ª Clasificatoria | DAC 1904 Dunajská Streda | 2–2  | 1–1   | 3–3 (v.) |
| 2020–21   | UEFA Europa League | 1.ª Clasificatoria | Malmö                    | –    | 0–2   | 0–2      |

## Hockey
El KS Cracovia es también reconocido por su sección de hockey sobre hielo, una de las más exitosas en Polonia. El equipo jugó su primer partido de hockey en 1912, aunque fue en 1923 cuando la sección de hockey sobre hielo se estableció formalmente dentro del club.
La sección de hockey está organizada en dos estructuras: el equipo profesional, que forma parte de la entidad MKS Cracovia SSA y participa en la Polska Hokej Liga, y el equipo aficionado, gestionado por el KS Cracovia. Esta organización permite una continuidad en la formación de jugadores jóvenes que pueden integrarse en el equipo profesional, contribuyendo al desarrollo del hockey polaco.
A lo largo de los años, el equipo de hockey ha tenido numerosos éxitos en la liga polaca y ha sido un constante contendiente por el título nacional. El Cracovia ha mantenido una posición destacada en el hockey polaco y cuenta con una base de seguidores fieles que apoyan al equipo tanto en competiciones nacionales como en torneos internacionales.

### Palmarés
- Campeonato de Polonia (12): 1937, 1946, 1947, 1948, 1949, 2006, 2008, 2009, 2011, 2013, 2016, 2017.[55]

Además de sus logros nacionales, el equipo de hockey del KS Cracovia ha representado a Polonia en competiciones internacionales como la Continental Cup de la IIHF, obteniendo buenos resultados y consolidando su reputación en Europa.